# Joseph Kabagambe
Joseph Kabagambe (ur. 3 września 1984 w Mubare) – ugandyjski piłkarz grający na pozycji lewoskrzydłowego. W swojej karierze rozegrał 15 meczów i strzelił 1 gola w reprezentacji Ugandy.

## Kariera klubowa
Swoją karierę piłkarską Kabagambe rozpoczął w klubie Villa SC. W sezonie 2001 zadebiutował w jego barwach w pierwszej lidze ugandyjskiej. Grał w nim do końca sezonu 2007/2008. Wraz z Villa SC czterokrotnie został mistrzem Ugandy w sezonach 2001, 2002, 2003 i 2004 oraz dwukrotnie wicemistrzem w sezonach 2005 i 2007/2008. Zdobył też Puchar Ugandy w sezonie 2002. W latach 2008–2010 grał w rwandyjskim Atraco FC. W sezonach 2008/2009 i 2009/2010 wywalczył z nim dwa wicemistrzostwa Twandy, a w 2009 zdobył Puchar Rwandy. W latach 2010–2012 występował w sudańskim Al-Neel SC, w latach 2012-2013 w rodzimym Kiira Young FC, a w latach 2013-2014 w sudańskim Al-Merreikh Al-Fasher, a w latach 2015-2016 w innym klubie z Sudanu, Al-Rabita Kosti, w którym zakończył karierę.

## Kariera reprezentacyjna
W reprezentacji Ugandy Kabagambe zadebiutował 30 listopada 2003 w wygranym 1:0 meczu CECAFA Cup 2003 z Erytreą, rozegranym w Kassali. Od 2003 do 2013 wystąpił w kadrze narodowej 15 razy i strzelił 1 gola.